# كريستوفر فون تانجين
كريستوفر فون تانجين (1877 – 22 ديسمبر 1941) هو مبارز بالسيف نرويجي راحل، مثّل بلاده في الألعاب الأولمبية الصيفية 1912.

## روابط خارجية
كريستوفر فون تانجين على موقع أوليمبيديا (الإنجليزية)